# 申舟
申舟（？—前595年），芈姓，文氏，名无畏，字子舟，因被封于申，以邑为氏，别为申氏，又被称为文之无畏、毋畏、文无畏。楚文王的后代，春秋時期楚國左司马。

## 生平
前617年，陈共公和郑穆公在息地会见楚穆王。冬季，他们和蔡庄侯一起领兵驻扎在厥貉，准备攻打宋国。宋国司寇华御事亲自迎接楚穆王，慰劳楚军，表示服从。楚穆王之后在孟诸打猎，宋昭公率领右边圆阵，郑穆公率领左边圆阵，下令早晨在车上装载取火工具出发。宋昭公违背了命令，申舟因此便鞭打了宋昭公的御戎，并在全军示众。有人对申舟说：“国君是不可以侮辱的。”申舟说：“我按照司马的职责办事，有什么强横？《诗经》说：‘刚强的东西不吐掉，柔软的东西不吞掉’，又说‘不要放纵狡诈的人，以使放荡的行为得到检点。’这都是在说不避强横。我不敢爱惜生命而放弃职守。”
前595年，楚莊王派遣申舟到齊國聘问，要求他不要向宋国借路。同时派公子冯到晋国聘问，也不许他向郑国借路，同时向宋、郑两国挑衅。申舟由于孟诸之事已得罪了宋国，便对楚庄王说：“郑国明白，宋国糊涂。去晋国的使者没有危险，我却死定了。”楚庄王答复：“要是杀了你，我就攻打宋国。”申舟把儿子申犀引见给楚庄王后离国出使，到达宋国后宋国人不让他继续前进。宋国的正卿右师华元认为申舟经过宋国却不请求借路，是把宋国当做楚国边境内的县，如同把宋国当做被灭亡之国；杀了楚国使者必定会遭到楚国攻击，也不过是被灭亡，于是就杀了申舟。楚庄王听说申舟被杀后，一甩袖子就站起来，随从赶到前院才送上鞋子，追到寝宫门外才送上佩剑，追到蒲胥街市才让楚庄王登上马车。这年秋季九月，楚庄王发兵攻打宋国，晋国因三年前邲之战吃了败仗，不敢救援宋国，宋国被逼到互相交换儿子吃，拆开尸骨烧来做饭都不肯屈服。次年五月，楚军准备撤退，申犀在楚庄王马前叩头说：“我的父亲无畏知道必死也不敢废弃君王的命令，君王却食言了。”楚庄王不能回答，后来楚庄王采纳了申叔时的围城办法，宋国无奈屈服。

## 相关記載
- 《淮南子·主术训》：「楚庄王伤文无畏之死于宋也，奋袂而起，衣冠相连于道，遂成军宋城之下，权重也。」
- 《吕氏春秋·行论》：「楚莊王使文無畏於齊，過於宋，不先假道。還反，華元言於宋昭公曰：『往不假道，來不假道，是以宋為野鄙也。楚之會田也，故鞭君之僕於孟諸。請誅之。』乃殺文無畏於揚梁之隄。莊王方削袂，聞之曰：『嘻！』投袂而起，履及諸庭，劍及諸門，車及之蒲疏之市，遂舍於郊，興師圍宋九月。宋人易子而食之，析骨而爨之。宋公肉袒執犧，委服告病，曰：『大國若宥圖之，唯命是聽。』莊王曰：『情矣宋公之言也。』乃為卻四十里，而舍於盧門之闔，所以為成而歸也。凡事之本在人主，人主之患，在先事而簡人，簡人則事窮矣。今人臣死而不當，親帥士民以討其故，可謂不簡人矣。宋公服以病告而還師，可謂不窮矣。夫舍諸侯於漢陽而飲至者，其以義進退邪？彊不足以成此也。」